# Новіков Анатолій Євгенович
Анатолій Євгенович Новіков (нар. 1 січня 1956, с. Чадир-Лунга, Молдавська РСР, СРСР) — радянський і український спортсмен, тренер, майстер спорту СРСР з легкої атлетики, бронзовий призер чемпіонату Європи, заслужений тренер України з легкої атлетики.

## Біографія
Анатолій Євгенович Новіков народився 1 січня 1956 року в с. Чадир-Лунга (Республіка Молдова), проживає в Хмельницькому з 1967 року.
Закінчив Київський державний інститут фізичної культури за спеціальністю тренер-викладач з легкої атлетики (1978 рік).
У 1981 році Анатолій Новіков, за плечима якого було кілька сотень змагань, у тому числі 44 виступи в десятиборстві, вирішив припинити активні виступи у спорті.
Маючи зріст 181 см і вагу 74 кг. — не ідеальні для багатоборця антропометричні дані — завжди мав за союзників швидкість і техніку.
Та все ж для того, щоб краще метати легкоатлетичні снаряди (диск, ядро), виконувати стрибки, необхідно було мати потужну статуру. Тож прогресувати Анатолію було важко, а перебувати на другорядних ролях він не хотів, тому взявся за тренерську роботу.
Повернувшись у 1983 році до Хмельницького, розпочав заняття з легкоатлетами-початківцями у рідній ДЮСШ  № 3, яка трансформувалась в обласний центр фізичного виховання учнівської молоді (ОЦФВУМ). Згодом його вихованці склали основу збірної області з бігу на  короткі дистанції. У 2005 році вони показали найкращий результат в Україні серед молоді до 23 років в естафетному бігу 4х100м-41.54сек  . Переможцями та призерами багатьох всеукраїнських змагань стали Микола Шпітальний, Павло Веремчук, Олександр Садовський. Найбільшого успіху досяг Дмитро Островський, який виконав норматив майстра спорту міжнародного класу на 400-метрівці, встановивши рекорди області в бігу на 60, 100, 200 та в естафеті 4х100 метрів, а також перевершив досягнення свого вчителя в бігу  на 400 метрів. Дмитро- переможець та призер багатьох всеукраїнських та міжнародних змагань, бронзовий призер чемпіонату Європи в естафеті  4×400 м (2010 рік).
В період з 2011 по 2012 роки Анатолій Євгенович працював в якості старшого тренера збірної команди України з легкої атлетики з бігу на 400 метрів та естафети. За підсумками 2012 року, як наставник чемпіонок Європи (жіночої естафетної команди України 4Х400 м.), відзначений  престижною тренерською нагородою Європейської легкоатлетичної асоціації (сертифікатом та срібним значком ЄА). Того ж року підготовлені ним дівчата-естафетниці  здобули на Олімпіаді у Лондоні високе 3 місце.
Як патріот міста й області, Анатолій Новіков намагається залишати всіх своїх вихованців на Хмельниччині. З його легкої руки, повернувшись із навчання з Одеси, розкрив свій талант ще один хмельничанин- Дмитро Тидень, який за два роки оновив рекорди області в стрибках у довжину й потрійному стрибку, досягнувши рівня майстра спорту міжнародного класу.
Завдяки авторитету Новікова, ще кілька іногородніх легкоатлетів високої кваліфікації успішно виступають за Хмельниччину. У свій час особистим прикладом Анатолій Євгенович залучив до легкої атлетики молодшу сестру Наталку та доньку Ольгу. Нині Наталія Євгенівна Пангелова (Новікова) доктор педагогічних наук, професор, працює завідувачкою кафедри теорії фізичного виховання Переяслав-Хмельницького педагогічного університету імені Григорія Сковороди.
Готувати багатоборців за відсутності секторів для метань і стрибків неможливо. Тому й залишаються недосяжними для нинішнього покоління результати десятиборця Анатолія Новікова 40-річної давнини.
Серед вихованців-Дмитро Островський, переможець та призер багатьох всеукраїнських та міжнародних змагань, бронзовий призер чемпіонату Європи в естафеті 4×400 м у складі чоловічої команди України.
В період з 2011 по 2013 роки працював в якості старшого тренера збірної команди України з легкої атлетики по довгому спринту та естафет. За підсумками 2012 року, як наставник чемпіонок Європи (жіночої естафетної команди України 4×400 м.), відзначений престижною тренерською нагородою Європейської легкоатлетичної асоціації (сертифікатом та срібним значком ЄА). Того ж року підготовлені ним українські естафетниці здобули на Олімпійських іграх у Лондоні бронзові медалі. Працював старшим тренером ВЦРПС по ЦР ДСТ «Колос» (1981—1983 роки), Київ, директором ДЮСШ облради ДСТ"Колос" (1983—1986 роки), заступником директора з учбово-виховної роботи (1986—1996 роки), тренером-викладачем відділення легкої атлетики Хмельницького обласного центру фізичного виховання учнівської молоді(з 1996р по теперішній час) .

## Спортивні досягнення
У 1967 році п'ятикласник Хмельницької СШ № 15 Толя Новіков свій прихід до дитячої спортивної школи пояснив бажанням навчитися швидко бігати.
Початкові тренування в Олексія Гольдюка засвідчили, що у хлопця чудова координація, а ще є наполегливість та велике бажання засвоїти, окрім бігу, стрибки і метання. Тож амплуа визначилося швидко — вирішили удосконалюватися різнобічно, щоб через 5-6 років стати справжнім лицарем (як заведено називати десятиборців) королеви спорту — легкої атлетики.
Спортивне сходження Анатолія було стрімким. Вже 1970-го він змагається нарівні зі старшокласниками, часто випереджаючи їх. Того ж року, вперше виступаючи на республіканських змаганнях в Ялті, посідає третє місце серед школярів і виконує норматив другого спортивного розряду. Восени наступного року на тому ж стадіоні «Авангард» він перемагає вже із першорозрядним результатом.
Здобувши у 1972 році перше місце на спартакіаді школярів у Білій Церкві, виступив у складі збірної України на  -  XII Всесоюзній спартакіаді школярів у Києві. Тоді захворів і виступав з температурою. Але так сталося, що саме від його кінцевого результату залежало загальнокомандне місце легкоатлетичної збірної України. І, забувши про кволість, Анатолій переходив від сектора до сектора, де досягав необхідних результатів, набирав очки. Здобуте ним третє місце забезпечило українцям перемогу на Спартакіаді.
Наступного року в Чернівцях на зональних змаганнях серед учнів ДЮСШ Міністерства освіти УРСР Анатолій Новіков встановив свій перший рекорд із десятиборства серед юнаків і виконав норматив кандидата у майстри спорту.
Після закінчення школи вступив до Київського державного інституту фізичного виховання, продовжував удосконалювати свою майстерність у відомого фахівця Анатолія Коваленка.
Важко навіть перерахувати подальші спортивні досягнення Анатолія у юнацькому, юніорському та молодіжному віці. Найбільш вагомі: три перемоги на першостях СРСР серед юнаків та юніорів у десятиборстві, призові місця на міжнародних легкоатлетичних матчах багатоборців (СРСР-США, СРСР-ФРН, СРСР-НДР, «Дружба»), два рекорди України серед юнаків у Чернівцях (1973 рік): 7283 очок — 04-05.05.1973: біг на 100 м.- 11.3с; довжина 6.62м ; ядро(6 кг.) — 12.92м ; висота- 1,90 м;біг на 400 м — 50,0с;біг на 110 м з/б (100 см.) — 15,2с; диск (1,5кг) — 46,10 м; жердина — 4,00 м; спис — 49,20 м; біг на 1500 м — 4хв.41,0с.; та Лейпцигу (Дрезден, Німеччина) (1974 рік):7305 очок — 14-15.09.1974: 100 м. — 11,1c; довжина — 6,40 м; ядро(7кг)-11,44 м; висота — 1,92 м;біг на400 м. — 48,7с;біг на 110 м з/б (106,7см)- 15,0c; диск (2кг) — 37,74 м; жердина — 4,10 м; спис (800 г.) — 51,28 м; біг на 1500 м — 4хв25,3с.
Він є першим десятиборцем серед дорослих легкоатлетів СРСР рівня майстра спорту і вище, котрий подолав 400-метрову дистанцію швидше 48 секунд.
Та все ж серпневий чемпіонат Європи серед юніорів у Греції в 1975 році залишився найпам'ятнішим турніром. Тоді, протягом двох днів, під пекучим сонцем 54 «лицарі десяти якостей» змагалися на вщент заповненому глядачами сорокатисячному стадіоні. І знову, як у 1972 році в Києві, перед заключним видом — бігом на 1500 метрів, Анатолій на восьмому місці. Але він таки отримав нагороду, вигравши цей забіг, піднявся на третю сходинку п'єдесталу пошани.
Новіков став першим легкоатлетом Хмельниччини, який здобув медаль на юніорських чемпіонатах Європи (світових форумів тоді не проводили).
Зауважу, що за спеціальним дозволом Спорткомітету України він постійно представляв нашу область і сільське спорттовариство «Колос».
Анатолій ніколи не цурався якщо не був задіяним за збірні України чи СРСР, виступати на чемпіонатах області — як у багатоборстві, так і в окремих видах. Він виходив на доріжку рідного міського стадіону після найкращих арен Радянського Союзу, Європи і США, щоб і земляки мали змогу оцінити його майстерність.
Виступав за сільське спорттовариство «Колос» (Хмельницький), 1970—1981 роки.

### Наставники
- Заслужений тренер України Олексій Гольдюк (Хмельницький)
- Заслужений тренер СРСР Анатолій Коваленко (Київ)

## Нагороди та почесні звання
- Майстер спорту СРСР з легкої  атлетики — десятиборство (1975 рік)
- Бронзовий призер чемпіонату Європи серед юніорів з легкої атлетики, десятиборство (Греція), (1975 рік)
- Почесний громадянин штатів Техас (1974 рік) та Небраска (1975 рік; США).
- Заслужений тренер України з легкої атлетики (2010 рік)
- Престижна тренерська нагорода Європейської легкоатлетичної асоціації (сертифікатом та срібним значком ЄА) (2012 рік).
- Нагороджений почесною відзнакою Хмельницького міського голови (2016 рік).